# Europejskie Igrzyska Halowe w Lekkoatletyce 1966 – bieg na 3000 m mężczyzn
Bieg na 3000 metrów mężczyzn – jedna z konkurencji biegowych rozgrywanych podczas lekkoatletycznych europejskich igrzysk halowych w hali Westfalenhalle w Dortmundzie. Został rozegrany (jak zresztą całe igrzyska) 27 marca 1966. Zwyciężył reprezentant Republiki Federalnej Niemiec Harald Norpoth.

## Rezultaty

### Finał
Rozegrano od razu finał, w którym wzięło udział 6 biegaczy.
Opracowano na podstawie materiału źródłowego.
| Miejsce | Zawodnik           | czas   |
| ------- | ------------------ | ------ |
| 1       | Harald Norpoth     | 7:56,0 |
| 2       | Siegfried Herrmann | 7:57,2 |
| 3       | István Kiss        | 8:05,0 |
| 4       | Alan Simpson       | 8:06,6 |
| 5       | Werner Girke       | 8:06,6 |
| 6       | Anders Gärderud    | 8:12,8 |